# Autostrada A23
La Autostrada A23 (llamada también Autostrada Alpe-Adria) es una autopista italiana. Conecta la ciudad de Palmanova con Tarvisio (localidad muy próxima a la frontera con Austria), pasando por la ciudad de Údine. Tiene una longitud de 120 km y discurre completamente por la provincia de Údine, en la región Friul-Venecia Julia.
Fue inaugurada en 1986 y en la actualidad es una de las principales rutas que conectan Italia con Austria, junto con la Autostrada del Brennero (A22, Módena-Brennero). Su gestión está compartida entre las empresas Autovie Venete (tramo Palmanova-Udine sud) y Autostrade per l'Italia (resto del trazado)
Ya en territorio austríaco, la autopista cambia de denominación (A2, Süd Autobahn) y pasa por Villach, Klagenfurt, Graz y Viena.

## Accesos
- Tarvisio norte
- Tarvisio sur
- Malborghetto Valbruna
- Pontebba
- Carnia
- Gemona-Osoppo
- Údine norte
- Údine sur

Además, cuenta con un enlace con la Autostrada A4 (Turín-Trieste) cerca de Palmanova.

## Áreas de servicio

Trazado de la A23.

### Dirección Tarvisio
- Zugliano Est. Pk 14,1
- Ledra Est. Pk 37,1
- Fella Est. Pk 96,9

### Dirección Palmanova
- Campiolo Ovest. Pk 67,5
- Ledra Ovest. Pk 36,9
- Zugliano Ovest. Pk 14,1